# Józef Cecuła
Józef Cecuła (ur. 17 lutego 1932 w Kielcach, zm. 27 kwietnia 2019) – polski lekkoatleta, specjalista skoku wzwyż.

## Życiorys
W 1950 zdobył mistrzostwo Polski juniorów. Został mistrzem Polski w 1951, a w 1955 zdobył brązowy medal.
W latach 1950–1956 startował w pięciu meczach reprezentacji Polski w skoku wzwyż, bez zwycięstw indywidualnych.
Rekord życiowy:
- skok wzwyż – 1,96 (7 września 1958, Gdańsk)

Był zawodnikiem klubów:Budowlanych Gdańsk(1949-1951)  Lechia Gdańsk (1954-1962) i Gwardia Gdańsk (1952-1953).